# Tiudiv, Cosău
Tiudiv (în ucraineană Тюдів) este o comună în raionul Cosău, regiunea Ivano-Frankivsk, Ucraina, formată numai din satul de reședință.

## Demografie
Componența lingvistică a comunei Tiudiv
     Ucraineană (99,75%)
     Alte limbi (0,25%)
Conform recensământului din 2001, majoritatea populației comunei Tiudiv era vorbitoare de ucraineană (99,75%), existând în minoritate și vorbitori de alte limbi.